# Intuitu pecuniae
Intuitu pecuniæ es una locución latina que significa «en atención al dinero». Hace referencia a aquellos actos o contratos que se celebran en atención a la contraprestación obtenida y no en razón de consideraciones relativas a la persona del otro contratante.
Esta característica constituye la regla general, a la que solamente se sustraen los actos o contratos celebrados «intuitu personae» por disposición de la ley, por declaración de las partes o por las circunstancias del caso.